# Hyles chamyla
Hyles chamyla är en fjärilsart som beskrevs av Denso. 1913. Hyles chamyla ingår i släktet Hyles och familjen svärmare. Inga underarter finns listade i Catalogue of Life.